# Gerda-Taro-Schule
Die Gerda-Taro-Schule ist ein Gymnasium der Stadt Leipzig am Südende des Musikviertel genannten Teils der Südvorstadt.

## Geschichte
Das Gymnasium entstand aus einer zum Schuljahr 2015/16 eingerichteten Außenstelle der Friedrich-Schiller-Schule im Gebäude einer ehemaligen Grundschule in der Erfurter Straße, in welcher zunächst nur die 5. Klassenstufe unterrichtet wurde. Am 7. August 2017, mit dem erstmaligen Einrichten einer 7. Klassenstufe, erfolgte der Umzug in den bis heute genutzten Neubau in der Telemannstraße. Zunächst Schule an der Telemannstraße genannt, erfolgte am 25. April 2018 die offizielle Umbenennung in Gerda-Taro-Schule. Im Jahr 2023 hat erstmals ein Jahrgang seine Abiturzeugnisse erhalten.
Das neue Gebäude der Gerda-Taro-Schule entstand bis 2017 auf dem Gelände, auf welchem 1973 entlang der Pestalozzistraße (seit 2000 Telemannstraße) für zwei Schulen ein etwa 150 Meter langes Schulgebäude in Plattenbauweise errichtet worden war. Eine davon war die Erweiterte Oberschule Thomas. Hier wurden neben normalen Schulklassen bis 2000 in kleineren Klassenstärken Thomaner unterrichtet.
Seit März 2022 wird die Turnhalle der Gerda-Taro-Schule temporär als Ankommenszentrum für Schutzsuchende nach dem russischen Überfall auf die Ukraine genutzt.

## Namensgebung
Gerda Taro war eine deutsche Fotografin, die sich im Zweiten Weltkrieg an Flugblattaktionen gegen die Nationalsozialisten beteiligte und als erste Frau kriegerische Gräueltaten fotografisch dokumentierte, als sie während des Spanischen Bürgerkrieges für verschiedene internationale Zeitungen arbeitete. Die Tarostraße in der südöstlichen Vorstadt Leipzigs trägt ebenfalls ihren Namen.

## Unterricht
Das Gymnasium bietet den Lernenden eine erweiterte Ausbildung in den Bereichen Medien, Informatik und Technologien. Daneben nimmt die Demokratieerziehung eine zentrale Stellung ein. Ab der Klassenstufe 8 kann zwischen künstlerisch-medialem Profil, sportlichem Profil, dem Profil Informatik und Gesellschaft und der dritten Fremdsprache (Latein) gewählt werden.